# A szépfiú (regény)
A szépfiú, eredeti címén Bel Ami, Guy de Maupassant francia író második regénye, mely 1885-ben jelent meg és az első négy hónapban 37 kiadást ért meg.

## Történet
|  | Alább a cselekmény részletei következnek! |

A regény főszereplője George Duroy, paraszti sorból származó volt katona, aki egy huszadrangú újságnál dolgozik alacsony beosztásban. Kihasználva jóképűségét és a kor zavaros, erkölcstelen, korrupt társadalmi viszonyait, Duroy gátlástalanul menetel a társadalmi ranglétrán felfelé, útközben kihasználva mindenkit, aki az útjába kerül. Gazdag és befolyásos nőket csábít el, akiknek segítségével rangra és vagyonra tesz szert. Minden lelkiismeret-furdalást nélkülözve éri el a célját: kikerülni a névtelenségből és a szegénységből.
A regény korrupt és erkölcstelen francia társadalmában csak egyetlen ember, egy idős író háborodik fel a történteken.
|  | Itt a vége a cselekmény részletezésének! |

## Magyarul
- Asszonyok kegyeltje. Regény, 1-2.; ford. Zempléni P. Gyula; Minta-Antiquarium, Bp., 1895
- A szép fiú; ford. Somlyó Zoltán; Kultúra, Bp., 1918 (A Kultúra regénytára)
- Szépfiú; ford. Benedek Marcell; Athenaeum, Bp., 1923 (Guy de Maupassant összes művei)
- Bel ami; ford. Somlyó Zoltán; Anonymus, Bp., 1946
- A szépfiú. Regény, 1-2.; ford. Benedek Marcell, utószó Mérei Ferenc; Szépirodalmi, Bp., 1956 (Olcsó könyvtár)
- A szépfiú. Regény, 1-2.; ford. Benedek Marcell, utószó Gyergyai Albert; Szépirodalmi, Bp., 1961
- Szépfiú; ford. Bognár Róbert; Ulpius-ház, Bp., 2007

## Filmváltozatok2
A regényből az első filmváltozat 1939-ben készült Willi Frost rendezésében és főszereplésével. Ezután számos film és televíziós sorozat is készült a témára. 2012-ben Robert Pattinson, Uma Thurman, Christina Ricci és Kristin Scott Thomas főszereplésével került a mozikba Bel Ami – A szépfiú címen.